# CLOCK
A CLOCK (a circadian locomotor output cycles kaput rövidítéséből) egy bázikus hélix-gyűrű-hélix–PAS transzkripciós faktort kódoló gén, mely a cirkadián ritmusok hosszát és állandóságát befolyásolja.
A CLOCK gén a cirkadián ritmus létrehozásához fontos útvonal későbbi elemeinek aktivátora.

## Felfedezése
A CLOCK gént 1997-ben fedezték fel Joseph Takahashi és társai. Takahashi mutagenezis-vizsgálatot végzett N-etil-N-nitrozokarbamiddal kezelt egereken a cirkadián aktivitást befolyásoló gének mutációjához és azok azonosításához. Az így kapott CLOCK-mutánsok meglehetősen hosszú napi aktivitási periódust mutattak. Ez a jelleg öröklődőnek bizonyult. A heterozigóta egerek 24,4 órás periódusokat mutattak a kontrollcsoport 23,3 órás periódusához képest, a homozigóta egerek eleinte 27,3 órás periódusokat mutattak, de néhány nap sötétség után megszűnt a cirkadián ritmusuk. Ezzel kiderült, hogy az érintetlen CLOCK gének szükségesek a normál cirkadián működéshez, mivel a CLOCK gén mutációja szemidominánsnak bizonyult.

## Funkció
A CLOCK fehérjének fontos szerepe van a cirkadián ritmusban transzkripciós faktorként. A Drosophilában a CLOCK (CLK) a citoplazmában hipofoszforilálódik. A sejtmagon belül a CLK a magfókuszba kerül, és később homogénen oszlik el. A CYCLE (CYC, más néven dBMAL az emlősortológja, a BMAL1 mintájára) a CLK-val a megfelelő PAS doméneken összekapcsolódik. Ez a dimer a koaktivátor CREB-kötő fehérjét szabadítja fel és tovább foszforilálódik. Ezután a CLK–CYC komplex a Period (per) és a Timeless (tim) promotereinek E-box elemeihez kapcsolódik a bHLH doménen keresztül, a per és tim gén expressziójának stimulációját okozva. A PER és TIM fehérjék nagy többlete PER–TIM heterodimer létrejöttét okozzák, megakadályozva a CLK–CYC heterodimer per és tim E-boxaihoz kapcsolódását, azok transzkripcióját gyakorlatilag megakadályozva. A CLK hiperfoszforilálódik, amikor a doubletime (DBT) kináz a CLK–CYC komplexre hat PER-függően, a CLK-t és a PER-t is instabillá téve, mindkét fehérje bomlását okozva. A hipofoszforilált CLK mennyisége megnő, a per és tim E-boxaihoz kapcsolódik, aktiválva a transzkripciójukat. E poszttranszlációs foszforilációs ciklus révén a CLK időszakos foszforilációja segíthet a cirkadián ritmus időzítő mechanizmusában.
Hasonló modellt találtak egereknél, ahol a BMAL1 a CLOCK-kal alkot dimert a per és a kriptokróm (cry) transzkripciójának aktiválásához. A PER és a CRY heterodimert alkotnak, mely a CLOCK–BMAL heterodimerre hat, a per és cry transzkripcióját csökkentve. A CLOCK:BMAL1 heterodimer más aktivátorkomplexekhez hasonlóan működik, és az E-box szabályozó elemekkel lép kölcsönhatásba. A PER és a CRY mennyisége éjjel megnő, ezek dimerizálódnak, és a sejtmagba kerülnek, a CLOCK:BMAL1 komplexszel reagálva, azok expresszióját gátolva. Ezt az eredményt krisztallográfiai elemzés is igazolta..
A CLOCK hiszton-acetiltranszferázként (HAT) is működik, melyet a BMAL1-gyel való dimerizációja erősít. Dr. Paolo Sassone-Corsi és társai in vitro igazolták, hogy a CLOCK-mediált HAT-aktivitás szükséges a cirkadián ritmusok fenntartásához Clock-mutánsokban.

### Szerepe más visszacsatolási ciklusokban
A CLOCK–BMAL dimer más géneket és visszacsatolásokat is szabályoz. A SIRT1 enzim is kapcsolódik a CLOCK–BMAL komplexhez, csökkenti annak aktivitását, feltehetően a Bmal1 és a környező hisztonok dezacetilációjával. Azonban a SIRT1 szerepe még nem ismert, és szerepe lehet a CLOCK–BMAL dimert lebontó PER fehérje dezacetilációjában.
A CLOCK–BMAL dimer bizonyos visszacsatolások pozitív részeként is működik. A CLOCK–BMAL E-box promoterhez való kapcsolódása aktiválja az óragéneket, például a per1, 2, 3 és a tim géneket az egerekben. Kimutatták továbbá, hogy a CLOCK–BMAL aktiválja a nikotinamid-foszforiboziltranszferáz-gént (Nampt), mely egy másik visszacsatolás része. Ez metabolikus oszcillátort hoz létre. A CLOCK–BMAL dimer aktiválja a NAMPT fehérjét kódoló Nampt gén transzkripcióját. A NAMPT a niacint nikotinamid-adenin-dinukleotiddá alakító enzimatikus reakciókból álló sorozat része. A NAD-ot igénylő SIRT1 a megnövekedett NAD-szinteket a BMAL1 dezacetilációs szupressziójára használja. Így csökken a NAMPT-transzkripció, így a NAD-mennyiség, így a SIRT1 mennyisége is csökken, a CLOCK–BMAL dimer szupressziójának csökkenéséhez vezetve. Ez ismét aktiválhatja a Nampt gén transzkripcióját, és a ciklus folytatódik, egy másik, a CLOCK–BMAL-t pozitív elemként tartalmazó oszcillációs ciklust adva. A Clock metabolikus és cirkadián ciklusokban való részvétele az anyagcsere és a cirkadián ritmus közti közeli kapcsolatot mutatja meg.

## Evolúció

### Filogenetika
Az első cirkadián ritmusokat feltehetően fény által szabályozott sejtosztódási ciklusok adták a prokariótákban. E protoritmus később önfenntartó órává fejlődött génduplikációval és az óragének funkcionális divergenciájával. A kaiA/B/C géncsoportok a legrégebbi óragének közt vannak: jelen vannak a cianobaktériumokban, ahol a kaiC feltehetően a kaiA és a kaiB őse.Ezen ősi óragének funkciója valószínűleg a kromoszómafunkcióhoz kapcsolódik az időzítőmechanizmus kifejlődése előtt. A kaiA és kaiB gének a cianobaktériumok más prokariótáktól való leválása után fejlődtek ki. A korai Föld klímája, például az UV-sugárzás a prokarióták óragénjeinek diverzifikációjához vezetett, mely a klíma jelentős változásaira válasz volt.
A Cry gének által szabályozott fényérzékeny fehérjék, a kriptokrómok a kaiC legvalószínűbb leszármazottai, melyek a kambriumi robbanás előtti genomduplikációból származnak, és a cirkadián órák negatív szabályozásáért felelnek. Más óragénváltozatok – például a CLOCK gén paralógja, a BMAL1 – a gerincesek fejlődésének elején jelentek meg. Ezek közös őse azonban valószínűleg a rovar–gerinces szétválás (mintegy 500 Ma) előtt jött létre. A WC1, a CLOCK/BMAL1 gombaanalógja feltehetően a gombák és az állatok különválása előtti közös ős lehet. Egy óragén-evolúcióval kapcsolatos 2004-es elemzésben történt BLAST-kutatás szerint a Clock gén a BMAL1 gén duplikációjából eredhet, de ez a hipotézis bizonyítatlan maradt. Egy másik elmélet szerint az NPAS2 gén a CLOCK paralógja, melynek a cirkadián ritmusban hasonló a szerepe, de más szövetek fejezik ki.

### Eltérő allélformák
A Clock1a gén allélváltozatai feltehetően a szezonális időzítést is befolyásolják egy pontyféléken végzett 2014-es kutatás szerint. A gén polimorfizmusai főképp a PolyQ doménrégió hosszát befolyásolják, ami a divergens evolúció példája, ahol egy közös niche-ben élő élőlények szezonálisan változó környezetben megosztják erőforrásaikat. A PolyQ domén hossza a CLOCK transzkripciós szintjének változásaival is összefüggésben áll. Általában a hosszabb allélok az újabban létrejött, illetve a korábban szaporodó fajoknak felel meg, feltehetően a vízhőmérséklet változásai miatt. A kutatók feltételezik továbbá, hogy a doménhossz a hőmérséklet-változás kompenzációjára adott válasz a CLOCK-transzkripciós sebesség változtatása révén. A többi aminosav változatlan maradt a honos fajok közt, így feltehetően a funkciós korlátok is befolyásolhatják a CLOCK gén evolúcióját a génduplikáció és -diverzifikáció mellett.

### Szerepe az emlősevolúcióban
Egy, a neuronokban történő CLOCK-expresszió szerepét vizsgáló 2017-es tanulmány leírta, hogy a transzkripciós hálózatok szabályzásában betöltött funkciója alapján megismerhető az emberi agy evolúciója. A kutatók differenciált humán neuronokat szintetizáltak in vitro, majd génknockdownt hajtottak végre a CLOCK neuronjelzésben betöltött szerepének vizsgálatához. A CLOCK-aktivitás megzavarása után a neokortexben a neuronok vándorlása megnőtt, ami feltehetően a kortex növekedésének mechanizmusa. A CLOCK mechanizmusa a kérgi neuronok szabályzásában viszont ismeretlen. Egy másik tanulmány, mely a 3’-oldali régiónál lévő CLOCK-polimorfizmusok és a reggel/este preferencia közti kapcsolatokat kutatta, a 3111C allél és az esti preferencia közti korrelációt talált egy értékelt kérdőívre adott válaszok alapján. E terület jól konzerválódott egerek és emberek közt, és kiderült egyes polimorfizmusokról, hogy az mRNS-stabilitást befolyásolják, így az allélek eltérései a normál cirkadián mintázatokat befolyásolhatják, inszomniát vagy más alvászavarokat okozva.

## Mutánsok
A Clock-mutánsok rendelkezhetnek nullmutációval vagy antimorf alléllel a Clock lokusznál, mely a vad típusú fehérje antagonistáját kódolja. Az antimorf fehérje a Clock által erősített transzkripciós termékek hatását csökkenti.

### Drosophila
A Drosophilában egy mutáns Clock-változatot (Jrk) azonosítottak Allada, Hall és Rosbash 1998-ban. Klasszikus genetika használatával azonosítottak nem cirkadián ritmusokat a mutáns rovarokban. A  Jrk idő előtti stop kodon eredménye, mely a CLOCK fehérje aktivációs doménjét távolítja el. Ez domináns hatásokat okozott: a heterozigóta rovarok felének 24,8 órás periódussal rendelkeztek, a másik felük aritmikus lett. A homozigóták elvesztették a cirkadián ritmusukat. Ezenkívül kimutatták, hogy a mutánsok alacsony PER- és TIM-szinttel rendelkeztek, kimutatva, hogy a Clock a cirkadián ciklusban pozitív elemként működik. Bár a mutáció a cirkadián ritmust érinti, egyéb fiziológiás vagy viselkedési eltérést nem okozott. A Jrk és egérhomológjának hasonló szekvenciája alapján feltételezhető, hogy a Drosophila és az egér őseiben voltak közös cirkadiánritmus-elemek. Egy recesszív Clock-allél viselkedési aritmiát okoz észlelhető molekuláris és transzkripciós oszcillációkkal. Így feltehetően a Clk is szerepet játszik a cirkadián ritmusok sokaságában.

### Egerek
A Jrk egérhomológja a ClockΔ19 mutáns, ahol a Clock gén 19. exonjában van mutáció. E domináns-negatív mutáció hibás CLOCK–BMAL dimert okoz, csökkent per-transzkripciós képességet okozva. Állandó sötétségben a heterozigóta ClockΔ19 egerek hosszabb cirkadián periódussal rendelkeznek, míg a ClockΔ19/Δ19 (homozigóta) egerek cirkadián ritmusa megszűnik. A hetero- és homozigótákban e mutáció sejtszinten is hosszabb periódust, illetve a ritmus megszűntét okozza.
A Clock -/- nullmutáns egerek, ahol a Clock hiányzik, normál cirkadián ritmust mutatnak. A vad fenotípusú null Clock mutánsok felfedezése szemben állt azzal a széles körben elfogadott korábbi feltételezéssel, hogy a Clock a normál cirkadián működéshez elengedhetetlen. Továbbá ebből következett az is, hogy a CLOCK–BMAL1 dimer nem szükséges a cirkadián útvonal többi elemének szabályzásához. A PAS-domén-tartalmú neuronális fehérje 2 (NPAS2, egy CLOCK-paralóg) képes a CLOCK helyettesítésére e Clock-null egerekben. Egy NPAS2-alléllel rendelkező egerek eleinte rövidebb ciklusokat mutatott, de végül megszűnt a cirkadián ritmusuk.

## Megfigyelések
Az emberekben az rs6832769 Clock-polimorfizmus kapcsolatban állhat az elfogadással. A diurnális életmóddal kapcsolatba hozott 3111C egynukleotidos polimorfizmust (SNP) kapcsolatba hozták az inszomniával, a nehéz súlycsökkenéssel és a bipoláris zavar esetén történő depressziós epizódokkal.
Az egerekben a Clock változatait kapcsolatba hozták az alvás-, az anyagcsere-, az érzelmi zavarokkal és a terhességgel. A Clock-mutáns egerek kevesebbet alszanak a vad típusúaknál naponta. A mutánsok plazmaglükózszintje és az étkezési ritmusuk is eltér. E mutánsokban idővel anyagcserezavarpl tünetei alakulnak ki. Ezenkívül a Clock-mutánsok szaporodási zavarokkal rendelkeznek, valószínűbb sikertelen vemhességgel. A mutáns Clock ezenkívül bipoláriszavar-szerű tünetekkel, például mániával és eufóriával is összefügghet. Továbbá a Clock-mutáns egerek agyában lévő mezolimbikus útvonal dopaminerg neuronjai jobban ingerelhetők. Ezen eredmények miatt Colleen McClung javasolta Clock-mutáns egerek emberi érzelmi- és viselkedésizavar-modellekként való használatát.
A CLOCK–BMAL dimer ezenkívül aktiválja a reverz-erb receptor alfát (Rev-ErbA alfa) és a retinsav-árvareceptor alfát (ROR-alpha). A REV-ERBα és a RORα a Bmalt retinsavhoz kapcsolódó árvareceptor-válaszelemekhez (RORE-k) való, promoterében történő kapcsolódással szabályozza.
A Clock gén epigenetikai eltérései növelhetik a mellrák kockázatát. Kiderült, hogy a mellrákkal rendelkező nőknél a Clock promoterrégió sokkal kevésbé volt metilálva, és hogy e hatás nagyobb volt ösztrogén- és progeszteronreceptor-negatív tumorok esetén.
A CLOCK gén lehet mikroszatellit instabil vastagbél- és végbélrákok szomatikus mutációinak célpontja. A vastagbél- és végbélrákért felelős feltételezett mikroszatellit instabilitási célgének közel fele tartalmazott CLOCK-mutációt. A zsírszöveti cirkadián génekről szóló újabb (2013–2014) kutatások szerint a CLOCK gén elhagyása kapcsolatban állhat az elhízás mellett a 2-es típusú diabétesszel, ahol a napközben bevitt étel mennyisége lehetséges bemenet az órarendszernek.